# Calvados (pijača)
Calvados je jabolčno žganje iz francoske regije Spodnja Normandija.

## Zgodovina
Jabolčni sadovnjaki in žganjekuha so bili omenjeni že v 8. stoletju v času Karla Velikega. Prva znana normanska destilarna je bila iz "Lord" de Gouberville leta 1553, ceh za destilacijo jabolčnika je nastal okoli 50 let kasneje, v letu 1606. V 17. stoletju so se razširile tradicionalne jabolčne kmetije, vendar je bila obdavčitev in prepoved izdelave jabolčnega žganja uveljavljena povsod drugje razen v Bretanji, Maine in Normandiji. Območje se imenuje "Calvados" in je bilo ustanovljeno po francoski revoluciji, ampak eau de vie de cidre se je že nazival calvados v skupni rabi. V 19. stoletju, se je proizvodnja povečala z industrijsko destilacijo in moda delavskega razreda je bil cafe-calva. Ko je izbruh uši v zadnji četrtini 19. stoletja opustošil vinograde Francije in Evrope, je calvados doživel "zlato dobo". Med prvo svetovno vojno je bilo jabolčno žganje zaseženo kot eksploziv za bojno uporabo zaradi vsebnosti alkohola. Predpisi za appellation contrôlée so uradno predvideli zaščito imena calvados leta 1942. Po vojni so mnogo jabolčnih kmetij in žganjarn rekonstruirali, predvsem v Pays d'Auge. Veliko tradicionalnih turističnih kmetij so nadomestile sodobne kmetije z visoko produktivnostjo. Appellation sistem za calvados je bil revidiran leta 1984 in 1996. Pijača Pommeau (mešanica jabolčnega soka in calvadosa) je dobila priznanje v letu 1991; v letu 1997, je bilo ustanovljena poimenovanje za pijačo Domfront s 30% hruškami.
Jabolčno žganje je znano tudi v Veliki Britaniji in se pojavi v zapisih, ki segajo nazaj do leta 1678. Somersetsko jabolčno žganje je dobilo evropsko zaščiteno geografsko označbo (ZGO) v letu 2011. 

## Imena
Calvados dobil spričevalo  appellation d'origine contrôlée  (AOC) leta 1942. Po spremembi označb v letu 1984, so zdaj tri geografska območja proizvodnje natančno opredeljena po INAO (Institut national de l'origine et de la qualité):
- Calvados (74% celotne proizvodnje calvadosa) mora prihajati iz destilacije jabolčnika narejenega iz normandijskih jabolk; destilacija lahko enojna ali dvojna.
- Calvados Pays d'Auge (25% pridelave) mora prihajati iz destilacije jabolčnika iz jabolk v Auge; dvojna destilacija se izvaja v stolpu.
- Calvados Domfrontais (1% proizvodnje) dobil AOC leta 1997 in mora izhajati iz destilacije jabolčnika iz jabolk regije Domfrontaise in najmanj 30% hrušk moštaric. Jabolka in hruške se uporabljajo iz granitnih tal. Enkratna destilacija se vedno izvaja kotlu. Staranje poteka v hrastovih sodih in traja najmanj tri leta.

Calvados AOC so tudi iz drugih normandijskih sadovnjakov: Domfront, dolina Orne, pokrajina Risle, Bray ... Čeprav je izdelan drugje, izdelek lahko uporablja oznako AOC.

## Izdelava
Calvados se destilira iz jabolčnika, narejenega iz posebej vzgojenih in izbranih jabolk, iz več kot 200 imenovanih sort. Nič nenavadnega ni, če proizvajalec calvadosa uporablja več kot 100 posebnih sort jabolk, ki so bodisi sladka (kot vrsta Rouge Duret), kisla (kot so vrste  Rambault) ali grenka (kot so Mettais, Saint Martin, Frequin in sorta Binet rouge), pri čemer so slednja neužitna.
Sadeži se obirajo (ročno ali mehansko) in stisnejo v sok, ki je fermentiran v suh jabolčnik. Nato je destiliran v eau de vie. Po dveh letih staranja v hrastovih sodih, se lahko prodaja kot calvados. Bolj je star, mehkejša postane pijača. Običajno zorenje traja več let.

## Dvojna in enkratna destilacija
Označba AOC (zaščitena označba porekla) za calvados dovoljuje dvojno destilacijo vseh calvadosov, vendar je obvezna za calvados Pays d'Auge.
- Dvojna destilacija se izvaja v tradicionalnem kotlu, še vedno imenovanem bodisi l'alambic à repasse ali charentais.
- Enkratna destilacija se izvaja v stolpu.

Običajni argumenti za oba procesa ali proti njima so, da prvi postopek daje kompleksnost alkohola in ga naredi primernega za daljše staranje, medtem ko drugi postopek naredi calvados svež in čistega jabolčnega okusa z manj zapletenosti.

## Regije, ki ga proizvajajo in pravne opredelitve
Kot veliko francoskih vin, calvados urejajo predpisi appellation contrôlée. Tri označbe za calvados so:
- Območje AOC Calvados vključuje celotne departmaje Calvados, Manche in Orne in dele Eure, Mayenne, Sarthe in Eure-et-Loir;
  - AOC Calvados predstavlja več kot 74 % celotne proizvodnje.
  - Se zahteva najmanj dve leti staranja v hrastovih sodih.
  - Okoliš, geografsko območje je opredeljeno.
  - Jabolka in hruške so definirana jabolčna vinska sorta.
  - Postopki v proizvodnji, kot so tlak, fermentacija, destilacija in staranje, so določeni.
  - Običajno se uporablja enkratna destilacija.

- Bolj omejevalno območje AOC calvados Pays d'Auge je omejeno na vzhodnem koncu departmaja Calvados in nekaj sosednjih okrožjih;
  - Obsežen nadzor kakovosti, osnovna pravila za AOC calvados skupaj z nekaj dodatnimi zahtevami.
  - Je potrebno staranje za najmanj dve leti v hrastovih sodih.
  - Dvojna destilacija v kotlih se še vedno uporablja.
  - Proizvedeno mora biti v določenem območju Pays d'Auge.
  - Se zahteva najmanj šest tednov fermentacije jabolčnega vina.
  - Elementi arome so pod nadzorom.

- AOC calvados Domfrontais odseva dolgo tradicijo hruškovih sadovnjakov na omenjenem območju, zaradi česar je edinstven sadni calvados. Uredba je podobna "AOC calvadosu" in še vedno se uporablja stolp za destilacijo.
  - Se uporablja najmanj 30 % hrušk z določenih območij.
  - Je potrebno najmanj triletno staranje v hrastovih sodih.
  - Sadovnjaki morajo biti sestavljeni iz najmanj 15 % hrušk (25 % od 16-letnih).

- Fermier calvados ("narejen na kmetiji") - nekaj kakovostno mislečih proizvajalcev tako znotraj kot zunaj Pays d'Auge prozvaja "fermier calvados", kar kaže na calvados, ki je v celoti izdelan na kmetiji na tradicionalen kmečki način v skladu z visokimi zahtevami kakovosti.[3]

## Stopnja kvalitete
Starost na steklenici se nanaša na najmlajšo sestavino mešanice. Mešanica je pogosto sestavljena iz starih in mladih calvadosov.
- "Fine", Trois étoiles *** in Trois pommes morajo biti star vsaj dve leti.
- Vieux ali Réserve morajo biti stari vsaj tri leta.
- "V.O." "VO",  Vieille Réserve, "V.S.O.P" ali "VSOP" morajo biti stari najmanj štiri leta.
- "Ekstra", "X.O.", "XO", "Napoleon", Hors d'Age ali Age Inconnu morajo biti stari vsaj šest let, vendar se pogosto prodajajo veliko starejši.

Visoko kakovostni calvadosi imajo navadno dele, ki so veliko starejši, kot je omenjeno. Calvados lahko narejen iz enega samega (na splošno, izjemno dobro leto). Ko se to zgodi, nalepka pogosto nosi to leto.

## Okusi
Calvados je osnova tradicije le trou normand ali "Normanska luknja". To je majhna merica calvadosa, ki se pije med pavzami pri zelo dolgem obroku, včasih z jabolčnim ali hruškovim sorbetom, da ponovno prebudi apetit. Calvados lahko postrežemo kot aperitiv, mešan z drugimi pijačami, med obroki, kot digestiv ali s kavo. Seveda mora calvados spominjati na jabolka in hruške, uravnotežene z okusi staranja. Mlajši calvados se odlikuje s svojimi svežimi jabolčnimi in hruškovimi aromami. Dlje kot se calvados stara, bolj okus spominja na katerokoli drugo staro žganje. Kot se calvados stara, lahko postane zlato ali temnejše rjave barve z oranžnimi elementi in rdeč kot mahagonij. Vonj in okus sta nežna s koncentracijo starih jabolk in suhih marelic, uravnotežena s karamelo, orehi in čokoladno aromo.

## V kanadski vojski
Calvados je pijača Kraljevih kanadskih huzarjev, Le Régiment de Hull in Le Régiment de Maisonneuve, ki je bila uveljavljena, ko so enote prečkale Normandijo po invaziji dneva D. Znan kot le trou normand, se običajno pije med obroki na večerji polka.